# Vittorio Morelli
Vittorio Morelli (Ancona, 13 marzo 1886 – Ancona, 20 maggio 1968) è stato uno scultore italiano.
Fu uno dei protagonisti della vita artistica di Ancona nel XIX secolo. Dal 1929 fu consigliere del gruppo «Accolta dei Trenta», un sodalizio culturale che aveva contribuito a fondare e che, tra il 1922 e il 1942, riunì gli artisti anconetani per promuovere iniziative culturali nel capoluogo marchigiano. Il suo studio fu punto di incontro di vari protagonisti della cultura cittadina. Contribuì alla realizzazione del grande modello in creta che Angelo Zanelli doveva preparare per il fregio da porre a fianco dell'Altare della Patria..

## Il monumento a Pinocchio

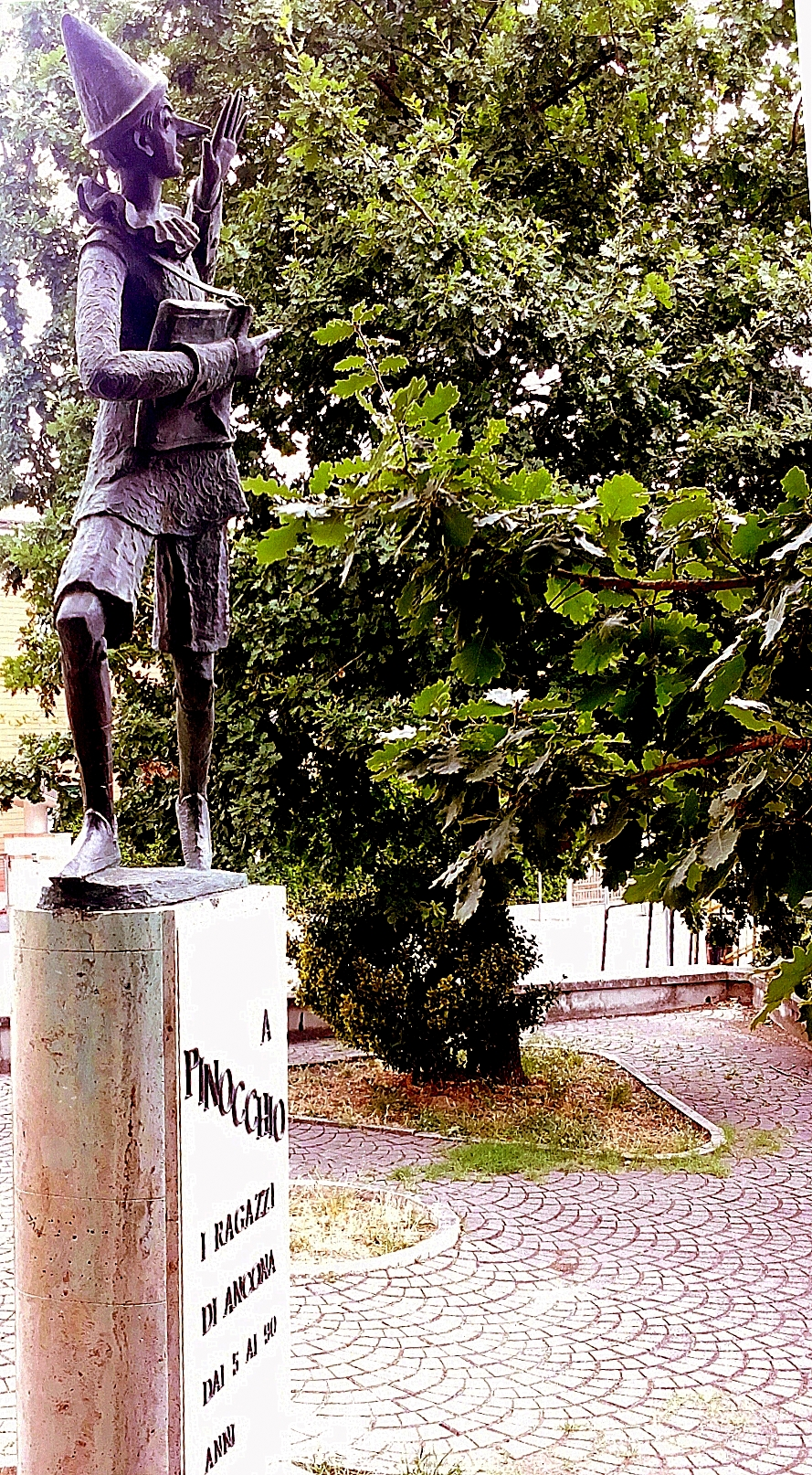
Vittorio Morelli - statua dedicata a Pinocchio, nel rione omonimo di Ancona

L'opera più nota di Vittorio Morelli è la statua di Pinocchio, inaugurata domenica 30 maggio del 1954 nel rione del Pinocchio di Ancona. Per l'evento fu organizzata un'intera giornata di festeggiamenti. Evento particolare, ritenuto allora quasi uno scherzo del celebre burattino, fu che il drappo che copriva la statua rimase impigliato sulla mano posizionata nell'atto di fare marameo e l'inaugurazione subì un leggero ritardo. Si poté leggere allora l'iscrizione alla base del monumento: A PINOCCHIO - I RAGAZZI DI ANCONA DAI 5 AI 90 ANNI. La statua, essendo la prima a rappresentare il burattino di Collodi, acquisì, sin dai primi giorni, una gran notorietà, grazie ad articoli di riviste e quotidiani e ai servizi radiofonici, sia nazionali che esteri. Si ricordano in particolare i servizi della Settimana Incom, quello di Radio City di New York (quest'ultimo di Priscilla Campbell) e quello della radio argentina. Le poste italiane stamparono francobolli in serie celebrative dell'avvenimento. Ben presto tra le cartoline illustrate di Ancona comparve la statua del Morelli, che evidentemente era stata adottata come uno dei simboli della città.
Fu la sezione anconitana della Società Dante Alighieri a commissionare l'opera al Morelli per onorare in tal modo la favola italiana più nota nel mondo.
La statua venne restaurata nel 1995 a cura della sezione di Ancona del Rotary club dallo scultore Guido Armeni, anche perché, in un eccesso di entusiasmo, era stata dipinta di bianco e di rosso per festeggiare la promozione della squadra dell'Ancona in serie A.

## Opere

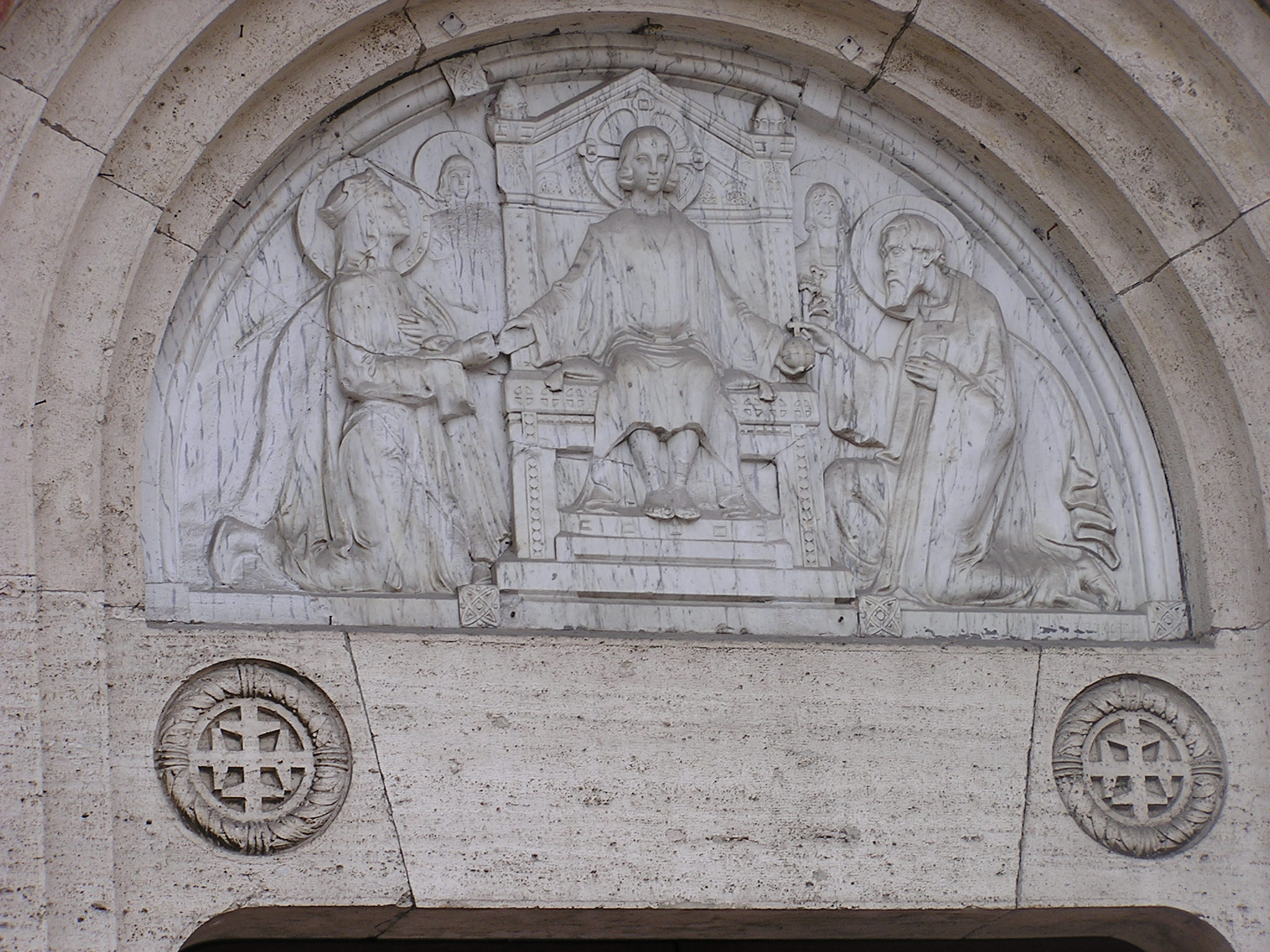
Bassorilievo nella facciata della Chiesa della Sacra Famiglia di Ancona

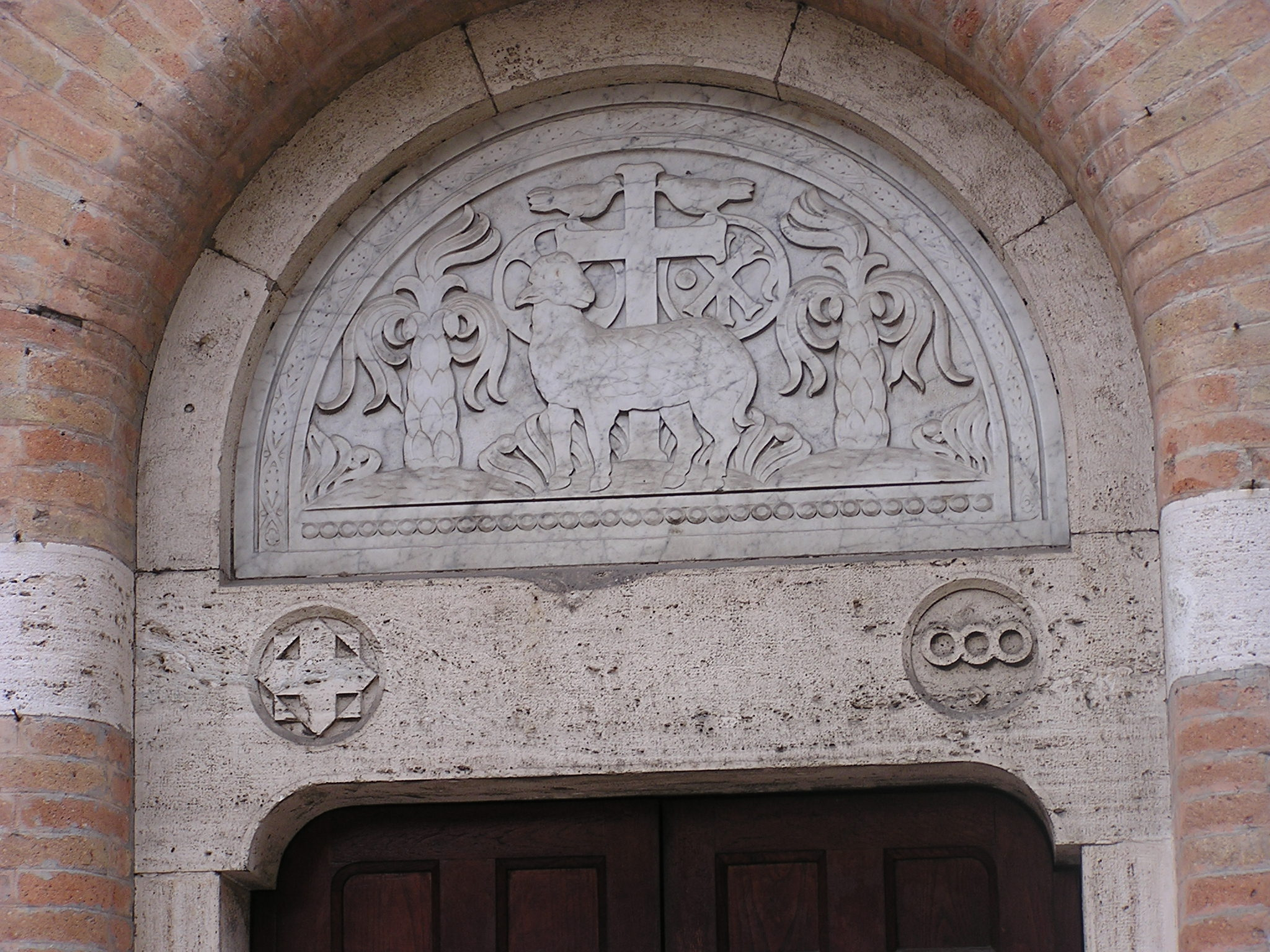
Bassorilievo nella facciata della Chiesa della Sacra Famiglia di Ancona

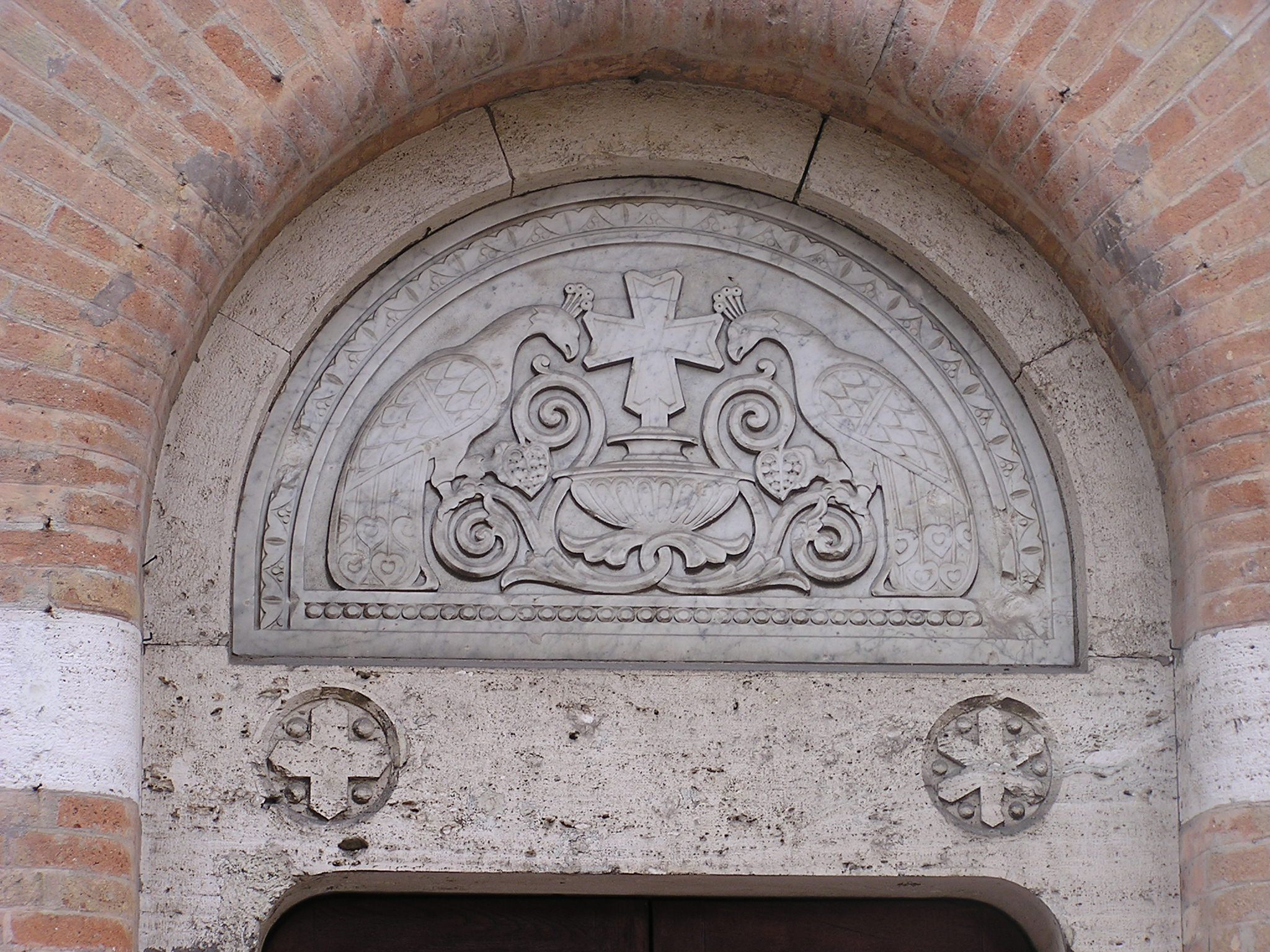
Bassorilievo nella facciata della Chiesa della Sacra Famiglia di Ancona

Tra le opere di Vittorio Morelli si ricordano:
- Monumento al bersagliere, opera in cemento realizzata durante la Prima guerra mondiale ai Piani di Lavaredo, a 2500 metri di altezza[1]
- Monumento a Pinocchio, nel rione omonimo di Ancona (1954)
- Scaricatore portuale, statua posta sotto il portico della Capitaneria di Porto di Ancona (1955)
- Maternità, sulla facciata della Casa della Madre e del Bambino di Ancona, ora SeePort Hotel (1953)
- Busto di Niccolò Tommaseo, per l'omonima scuola media di Ancona, ora elementare (1957)
- Busto di Luigi Albertini in piazza Cavour di Ancona (1951)
- Iridio Mantovani statua per la casa del fascio di Ancona, ora  distrutta (1938)
- ristrutturazione del salone d'onore del palazzo della Provincia di Ancona, in collaborazione con l'architetto Guido Cirilli
- decorazione del palazzo delle Poste di Taranto, in collaborazione con Cesare Bazzani (1934)
  - figure femminili-portalampade
- ornamento delle facciate di edifici pubblici anconetani
  - palazzo delle Assicurazioni di Venezia (1932)
  - palazzo della Mutua agricola (1935)
- monumento ai caduti di tutte le guerre di Moie
- monumento al fante della Caserma Villarey di Ancona (1927)
- monumento ai caduti di Falconara Marittima (1929)
- monumento ai caduti di Offagna (1929)
- Allegoria di Ancona, in gesso, rappresentata attraverso un nudo maschile, forse destinata al palazzo dell'Opera nazionale Balilla (1930) [5]
- decorazioni della facciata e dell'interno della Chiesa della Sacra Famiglia (Ancona)[6]

Vittorio Morelli fu uno dei protagonisti del risanamento delle ferite che il patrimonio artistico di Ancona aveva subito durante i bombardamenti del 1943, restaurando tra il 1947 e il 1948 alcune statue danneggiate dalle incursioni aeree e ripristinandone altre distrutte, realizzando nuove sculture:
- La Speranza, al posto della statua distrutta che era situata all'interno della Loggia dei Mercanti;
- S. Tommaso, al posto della statua distrutta che era situata all'interno della chiesa di San Domenico;
- restauro della statua di papa Clemente XII di Ancona, gravemente danneggiata nel corso dei bombardamenti del 1943, lavoro che ha comportato la ricomposizione dei frammenti in cui era stata ridotta la scultura e l'integrazione delle parti interamente distrutte; la difficile opera lo ha impegnato per diciassette mesi (1947)[7]
- restauro della Fontana dei Cavalli di Ancona, insieme a  Mentore Maltoni (1947 ed il 1948)[8]. Morelli aveva curato nel 1908 anche la nuova sistemazione della fontana, originariamente situata nell'attuale piazza Kennedy, nel momento in cui era stata trasferita in Piazza Roma, aggiungendovi un podio di tre gradini circolari, per adeguarla allo spazio più ampio della nuova localizzazione[4].